# Kim Newman

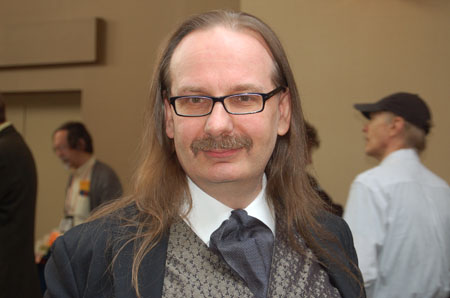
Kim Newman 2007

Kim Newman (* 31. Juli 1959 in London, Großbritannien) ist ein britischer Filmkritiker, Journalist und Schriftsteller des Horrorgenres. Er veröffentlicht auch unter dem Pseudonym Jack Yeovil.

## Leben
Obwohl in London geboren, wuchs Newman in ländlicher Umgebung auf, dem winzigen Dorf Aller in Somerset. Er besuchte die Schule in Bridgwater (später schreibt er über seine Schulzeit im fiktiven „Sedgwater“) und war in der örtlichen Theatergruppe aktiv. Newman verfasste – aus Interesse an allem, was phantastisch und gruselig war – mit fünfzehn Jahren seinen ersten Roman. Er studierte ab 1980 englische Literatur an der University of Sussex und machte sich zugleich einen Namen als Film- und Literaturkritiker; erste Erzählungen erschienen in Magazinen wie Interzone. Nach dem Studium arbeitete er als Journalist für verschiedene Londoner Blätter wie der Wochenzeitung City Limits und dem Pornomagazin Knave. Sein erster Erfolg war 1985 das zusammen mit Neil Gaiman verfasste Ghastly Beyond Belief: The Science Fiction and Fantasy Book of Quotations, in dem sich die beiden Autoren liebevoll-ironisch dem schlechten Stil erfolgreicher Genre-Bücher widmeten; es folgte ein ernsthaftes Sachbuch über die Geschichte des Horrorfilms. Der erste Roman erschien 1989.

## Veröffentlichungen

### Als Kim Newman
- The Night Mayor (1989), dt. Die Nacht in Dir, Goldmann, München 1995, ISBN 3-442-08129-7.
- Bad Dreams (1990)
- Jago (1991)
- Anno Dracula (1992), dt. Anno Dracula, Haffmans, Zürich 1994, ISBN 3-251-00259-7.
- The Quorum (1994), dt. Das Quorum, Goldmann, München 1995, ISBN 3-442-08131-9.
- The Bloody Red Baron (1996), dt. Der rote Baron, Haffmans, Zürich, ISBN 3-251-30114-4.
- Back in the USSA (1997)
- Dracula Cha Cha Cha (1998), dt. Dracula Cha-Cha-Cha
- Life's Lottery (1999)
- Time and Relative (2001)
- Die Vampire. Drei Romane Anno Dracula, Der rote Baron und Dracula Cha-Cha-Cha in einem Band. Heyne, München 2009, ISBN 978-3-453-53296-0.

### Als Jack Yeovil
- Drachenfels (1989)
- Demon Download (1990)
- Krokodil Tears (1990)
- Comeback Tour (1991)
- Beasts in Velvet (1993)
- Genevieve Undead (1993)
- Route 666 (1994)
- Orgy of the Blood Parasites (1994)
- Silver Nails (2002)
- The Vampire Genevieve (2005)

### Kurzgeschichten
- The Original Dr Shade, and Other Stories (1994)
- Famous Monsters (1995)
- Back in the USSA (1997)
- Where the Bodies Are Buried (2000)
- Seven Stars (2000)
- Unforgivable Stories (2000)
- Dead Travel Fast (2005)
- The Man from the Diogenes Club (2006)
- The Secret Files of the Diogenes Club (2007)
- Professor Moriarty: The Hound of the D'Urbervilles (2011)

### Sachbücher
- Ghastly Beyond Belief: The Science Fiction and Fantasy Book of Quotations (mit Neil Gaiman) (1985)
- Nightmare Movies: A Critical History of the Horror Film Since 1968 (1985)
- Horror: 100 Best Books (mit Stephen Jones) (1988)
- Wild West Movies: Or How the West Was Found, Won, Lost, Lied About, Filmed and Forgotten (1990)
- The BFI Companion to Horror (1996)
- Millennium Movies: End of the World Cinema (1999)
- BFI Film Classics: Cat People (1999)
- Science Fiction/Horror Sight and Sound Reader (2001)
- BFI TV Classics: Doctor Who (2005)
- Horror: Another 100 Best Books (mit Stephen Jones) (2005)
- Horror: The Complete Guide to the Cinema of Fear (mit James Marriott) (2005), dt. Horror: Meisterwerke des Grauens von Alien bis Zombie, 2007. ISBN 978-3-85003-154-7.

## Auszeichnungen
- 1989 Bram Stoker Award, für das Sachbuch Horror: 100 Best Books
- 1990 British Science Fiction Award, für die Kurzgeschichte The Original Dr. Shade
- 1992 Children of the Night Award, für Anno Dracula
- 1994 Fiction Award of the Lord Ruthven Assembly, für Anno Dracula
- 1994 International Horror Critics’ Guild Award, für Anno Dracula
- 1998 International Horror Guild Award, für die Novelle Coppola’s Dracula
- 1999 Prix Ozone (Frankreich), für Anno Dracula
- 2001 British Fantasy Award, für die Kurzgeschichtensammlung Where the Bodies Are Buried
- 2006 Bram Stoker Award, für das Sachbuch Horror: Another 100 Best Books